# 음성서
음성서(音聲署, 651년)는 신라 때 예부(禮部)에 속하여 음악을 관장하던 기관으로, 경덕대왕(景德大王, 재위 742-765) 때는 대악감(大樂監)이라 고쳐 부르고 혜공대왕(惠恭大王, 재위 765-780) 때 다시 음성서로 불렀다. 관직은 장(長, 혹은 경(卿)) 2인이 있고, 대사(大舍, 혹은 주부(主簿)) 2인, 사(史) 4인을 두었다.